# Czarnylas (Grande-Pologne)
Czarnylas est un village de la gmina de Przygodzice, du Powiat d'Ostrów Wielkopolski, dans la Voïvodie de Grande-Pologne, situé dans le centre-ouest de la Pologne.
Il se situe à environ 8 kilomètres au sud-ouest de Przygodzice (siège de la gmina), 18 kilomètres au sud d'Ostrów Wielkopolski (siège du powiat) et 116 kilomètres au sud-est de Poznań (capitale de la voïvodie).

## Administration
Jusqu'en 1954, il existait la gmina Czarnylas. De 1975 à 1998, le village est attaché administrativement à l'ancienne Voïvodie de Kalisz.

## Monuments
- Plusieurs églises se dressent dans le village.

## Sport
- Le club local de football existe depuis 1923. Il évolue actuellement en Ligue III.